# C Television
C Television, nota anche come C TV, era una rete televisiva di Caribbean New Media Group (CNMG), ente televisivo pubblico di Trinidad e Tobago formato nel 2005 come successore di Trinidad and Tobago Television (TTT). Fino ad agosto 2018 C TV trasmetteva dagli studi di Port of Spain in inglese. Il canale si vantava di avere le strutture più tecnologicamente avanzate di quel tipo nei Caraibi al momento del lancio. Fu rimpiazzato da una versione rinnovata di TTT ad agosto 2018.

## Storia
Caribbean New Media Group fu formata nel 2005 dopo il collasso finanziario del suo predecessore, National Broadcasting Network (NBN), la società madre di Trinidad and Tobago Television. Gli studi locati a Port of Spain furono restaurati al debutto del canale, il 5 giugno 2006. Durante il periodo iniziale di test la programmazione consisteva in un blocco di quattro ore dalle 18,00 alle 22,00.
Il lancio formale di Caribbean New Media Group avvenne a metà 2007 e il canale, inizialmente chiamato "CNMG Television", fu rinominato "C". Nel 2011 cambiò ancora nome in "C TV".
Ad agosto 2017 il ministro Maxie Cuffie annunciò che CNMG sarebbe stata chiusa e rimpiazzata da TTT Limited, operazione che fu effettuata ad agosto 2018.

## Programmi
La programmazione di C TV comprendeva programmi locali e stranieri. Il canale acquistò popolarità trasmettendo annualmente il concorso di Miss Mondo, Digicel Rising Stars e la Coppa del Mondo di cricket. Le produzioni di importazione di C TV comprendevano serie televisive statunitensi popolari come Pretty Little Liars, Hawaii Five-0, Hellcats, The Cleveland Show, The Doctors, I Simpson, Grimm, Blue Bloods, Law & Order SVU, House M.D., Motive, NCIS, NCIS: Los Angeles e The Vampire Diaries.

### Notizie e attualità
CTV trasmetteva quattro ore e mezza di telegiornale durante la settimana e mezz'ora nel fine settimana. Il contenitore mattutino First Up era uno dei programmi più seguiti nel Paese. First Up era anche trasmesso in simulcast sulla stazione radio Talk City 91.1, appartenente allo stesso gruppo.
CTV mandava in onda un telegiornale di mezz'ora alle 12,00, uno di un'ora alle 19,00 e delle edizioni flash alle 18,00, alle 21,00 e alle 22,00. Tutte le edizioni erano disponibili on demand sul sito ufficiale del canale.

### Radio
C TV era disponibile per l'ascolto in diretta su Talk City 91.1 FM.